# ليو ويليس
ليو ويليس (بالإنجليزية: Leo Willis)‏ هو ممثل أمريكي، ولد في 5 يناير 1890 بأوكلاهوما في الولايات المتحدة، وتوفي في 10 أبريل 1952 في الولايات المتحدة.

## أعمال

### أفلام
- (1928) فيلة طائرة

## وصلات خارجية
- ليو ويليس على موقع IMDb (الإنجليزية)
- ليو ويليس على موقع روتن توميتوز (الإنجليزية)
- ليو ويليس على موقع أول موفي (الإنجليزية)
- ليو ويليس على موقع قاعدة بيانات الأفلام السويدية (السويدية)
- ليو ويليس على موقع قاعدة بيانات الفيلم (الإنجليزية)
- ليو ويليس على موقع ليتربوكسد (الإنجليزية)
- ليو ويليس على موقع كينوبويسك (الروسية)